# Ulrich Krzemien
Ulrich Krzemien, né le 13 septembre 1940 à Berlin et mort le 25 mars 1965 à Berlin-Est, est un citoyen allemand mort noyé dans la rivière Spree en tentant d'atteindre Berlin-Est depuis l'ouest. Considéré comme l'une des victimes du Mur de Berlin, il est l'une des rares personnes mortes en tentant de passer de l'ouest à l'est.

## Jeunesse
Né durant la Seconde Guerre mondiale, il est le quatrième d'une famille de six enfants. Son père, soldat dans la Wehrmacht, est mort à la guerre. Lors de l'occupation de Berlin par les puissances alliées après la guerre, la famille, pauvre, se retrouve dans le secteur soviétique à l'est. En 1958, après une formation de maçon, Krzemien travaille pour plusieurs entreprises du bâtiment à Berlin-Est. Durant l'été 1959 il passe à l'ouest ; c'est interdit, mais il n'y a pas encore de Mur pour l'en empêcher. En juillet 1961, il est arrêté par la police est-allemande alors qu'il rend visite à sa mère, restée à Berlin-Est. Il est condamné à quatorze mois de prison pour émigration illégale. Lorsqu'il est libéré en septembre 1962, le Mur a été construit. L'État lui octroie un emploi dans une entreprise publique de production de réfrigérateurs. Le mois suivant, il traverse à la nage le canal de Teltow et repasse à l'ouest.

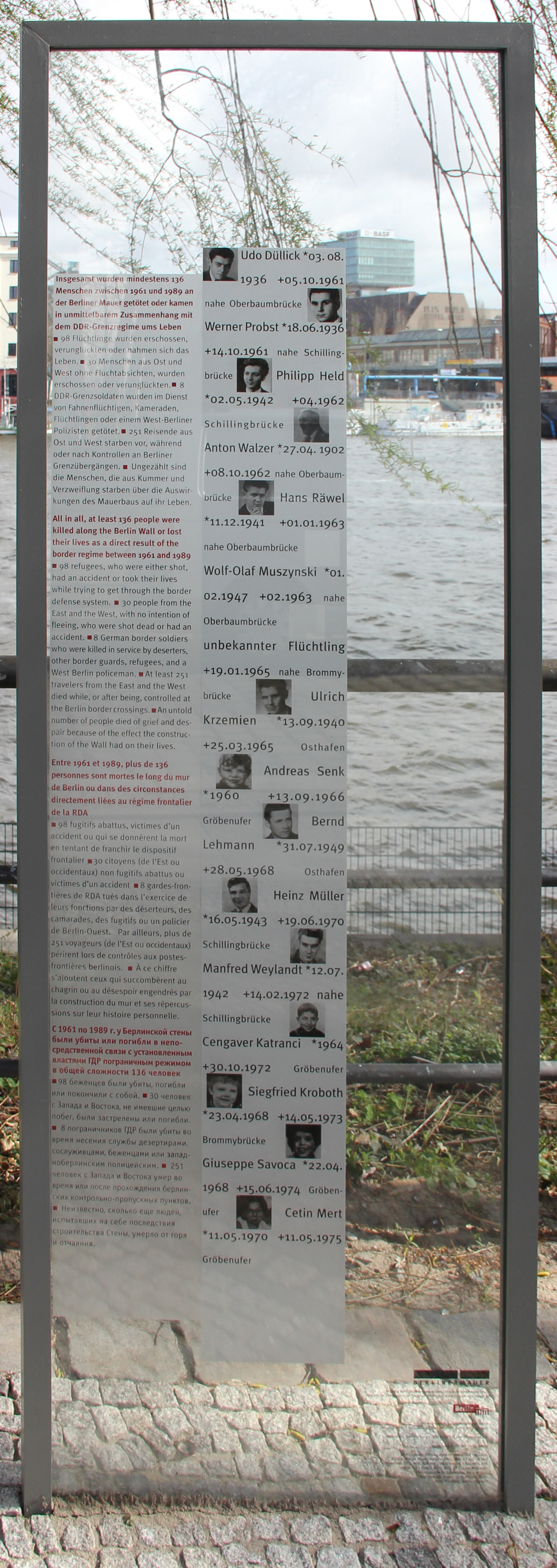
Tableau commémoratif, May-Ayim-Ufer, à Berlin-Kreuzberg

## Décès
Il vit à Berlin-Ouest durant deux ans et demi. Le 25 mars 1965, vers 21h30, il se jette à l'eau dans la Spree depuis la rive ouest, et nage vers Berlin-Est. Les raisons de cette action restent inconnues, mais l'autopsie révèlera qu'il a consommé une forte quantité d'alcool. À vingt mètres du rivage est, semblant épuisé, il appelle à l'aide. Un garde est-allemand lui indique l'endroit le plus facile pour sortir de l'eau. Krzemien tente de suivre son conseil, mais ses forces l'abandonnent, et il coule à cinq mètres du rivage. Le garde tire en l'air avec son arme puis tire une fusée de détresse pour alerter les plus proches bateaux de patrouille. Ces derniers rejoignent les lieux et entament une recherche, sans succès. Sur la rive ouest, des secours se mobilisent également, mais les autorités de l'est ne les autorisent pas à prêter main-forte. L'officier responsable de la brigade frontalière est-allemande à cet endroit de la frontière est tendu ; il soupçonne une mise en scène de la part des autorités de l'ouest, visant à permettre une incursion. Le cadavre d'Ulrich Krzemien est retrouvé dix-neuf jours plus tard, identifié et inhumé à Berlin-Est.